# 安記棧

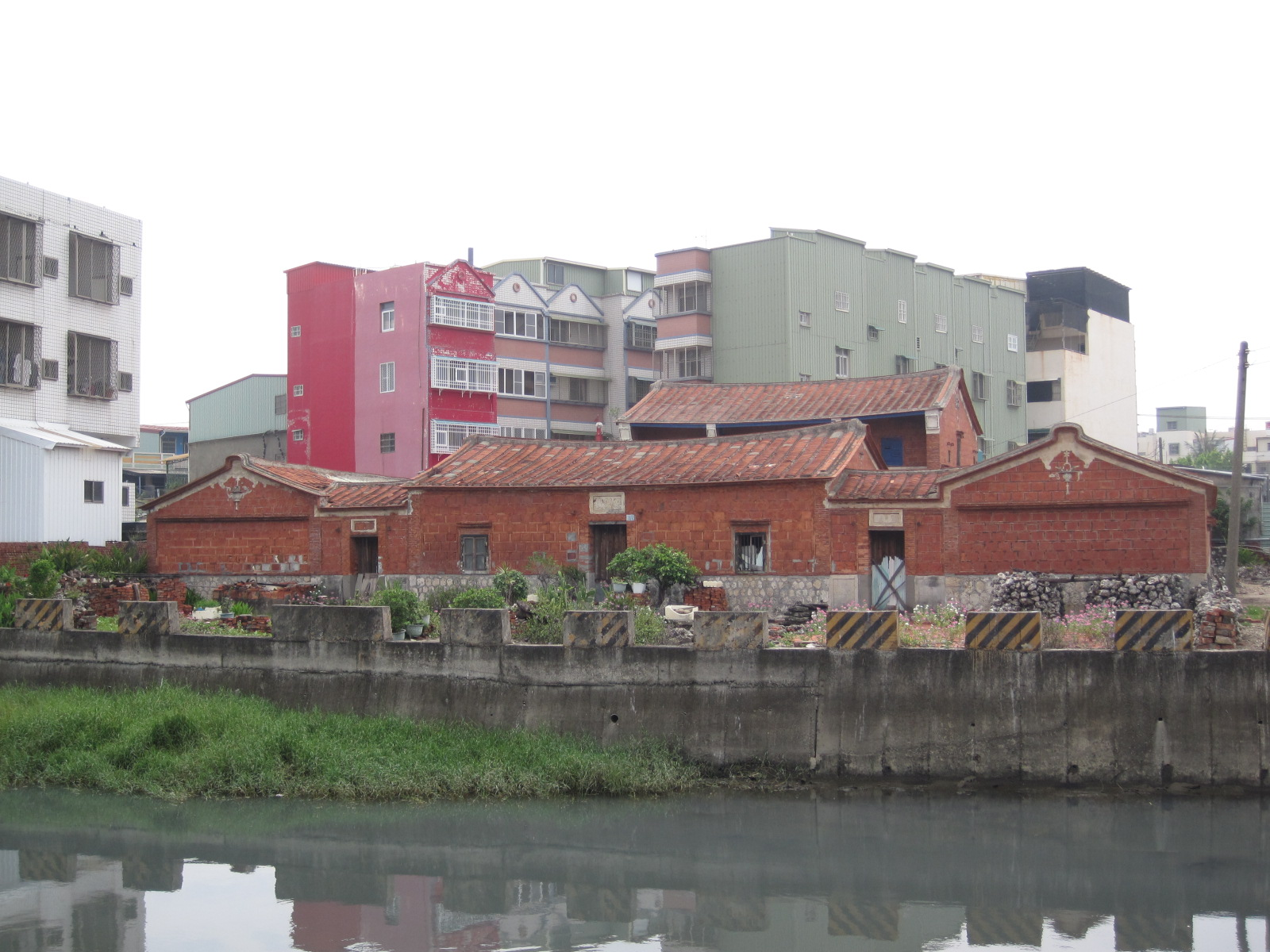
林園港仔埔安記棧

安記棧位於臺灣高雄市林園區港埔里，曾入選為高雄縣歷史建築十景之一。安記棧為由黃遜人管理的林園江夏派黃家公號黃安記所有，為結合商貿與住居功能的二層樓紅瓦厝，該建築亦是林園僅存的古老商埠。

## 沿革
黃姓是林園區的第一大姓，大致分為江夏與紫雲兩系統。港埔里（原港埔村）的黃家開基祖為黃君，於乾隆二年（1737年）來臺，在其長房後代黃學的時候，黃家成為當地的大地主。除此之外，黃學並擁有私人船隊從事臺灣與中國大陸之間的貿易。黃學由於沒有子嗣，遂認養二哥長男黃弁為養子，黃弁之後成為黃家的家族核心。到了第七世時，家族重心轉到黃君次子黃光鎮第七代子孫黃遜人身上。
由於黃家事業的日益發展，黃遜人遂在臺灣日治時期的明治三十五年（1902年）於祖厝東北興建安記棧以處理對外商物。當時船隻可開入港仔埔溝（今頂厝灣）內，將臺灣生產的黑糖與稻米銷往中國大陸與日本。

## 建築
安記棧坐東朝西，前臨頂厝灣，為兩落合院式建築，前落樓高一層，面寬三開間，中間是門廳而左右為房；後落樓高兩層，皆為中間為廳其餘次間為房的配置，不過在二樓正廳中央有一用來吊送貨物用的方孔。建築後方設有花園，東南側設有水井。
佔地220坪的安記棧主要使用硓𥑮石與紅磚建成，山牆脊墜上有泥塑裝飾，而在牆壁的腰線下的石材則呈龜甲紋圖樣，腰線以上則為斗砌紅磚。外埕地面以石材作鋪面，而內埕天井則是使用鋪成人字組砌的紅磚。

## 外部連結
- 林園安記棧

22°29′51″N 120°22′57″E / 22.497521°N 120.382487°E